# Wilhelm Bahlburg
Wilhelm Bahlburg (* 27. Oktober 1888 in Jesteburg; † 17. Februar 1958 in Buchholz i. d. N.) war ein deutscher Politiker der DP.

## Leben und Beruf

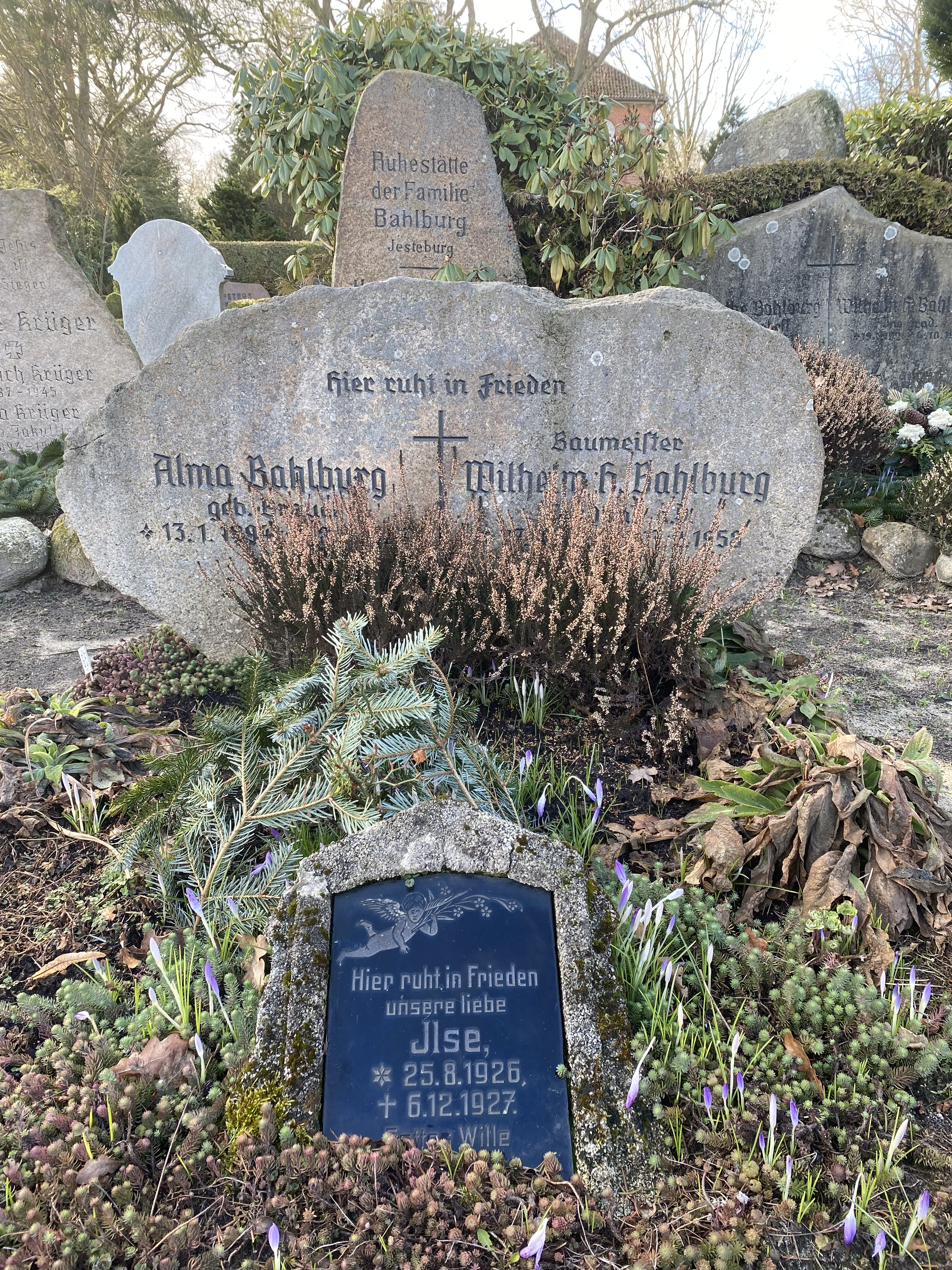
Grabstätte auf dem Alten Friedhof in Jesteburg

Bahlburg absolvierte eine Ausbildung zum Baumeister und machte sich 1914 als Handwerksmeister selbständig. Später besaß er ein Sägewerk, das heute noch als Tischlerei in Jesteburg besteht.
In seinem Heimatort gehörte Bahlburg 1928 zu den Gründungsmitgliedern der Freiwilligen Feuerwehr Jesteburg. Er wurde zunächst zum stellvertretenden Hauptmann und am 9. Juli 1930 zum Hauptmann (heutige Bezeichnung: Ortsbrandmeister) gewählt. Dieses Amt übte er bis 1933 aus.
Aus der Tatsache, dass einerseits offene Kredite in Höhe von 130.000 DM bei der Kreissparkasse Harburg bestanden, für deren Gewährung keine Voraussetzungen gegeben waren, und andererseits Bahlburg von 1946 bis 1949 als Landrat Vorstandsvorsitzender dieser Sparkasse gewesen war, leitete die Staatsanwaltschaft den Vorwurf des Kreditbetrugs ab und eröffnete ein Ermittlungsverfahren gegen Bahlburg.
Seine letzte Ruhestätte erhielt Bahlburg auf dem Alten Friedhof in seinem Geburtsort.

## Partei
Bahlburg beteiligte sich 1945 an der Gründung der Niedersächsischen Landespartei, die sich 1947 in Deutsche Partei umbenannte. Wegen des oben genannten Ermittlungsverfahrens verließ er am 6. September 1951 die DP.

## Abgeordneter
Von 1925 bis 1933 und erneut nach 1945 gehörte Bahlburg dem Kreistag des Landkreises Harburg an.
Bahlburg war Mitglied des ernannten Hannoverschen Landtages vom 23. August 1946 bis 29. Oktober 1946. Mitglied des ernannten Niedersächsischen Landtages vom 9. Dezember 1946 bis 28. März 1947. Mitglied des Niedersächsischen Landtages der 1. Wahlperiode vom 20. April 1947 bis 26. Oktober 1950.
Von 1949 bis 1953 war er Mitglied des Deutschen Bundestages für den Wahlkreis Harburg - Soltau. Ursprünglich für die Deutsche Partei gewählt, war er ab 7. September 1951 fraktionsloser Abgeordneter, ab 23. Januar 1952 war er Gast der DP-Fraktion. Ab 4. September 1952 war er wieder fraktionslos.

## Öffentliche Ämter
Von 1946 bis 1949 war Bahlburg Landrat des Landkreises Harburg.